# Kromolin Nowy
Kromolin Nowy (do 2010 Nowy Kromolin) – wieś w Polsce położona w województwie łódzkim, w powiecie zduńskowolskim, w gminie Szadek. Do końca 2009 r. formalnie część wsi Wielka Wieś pod nazwą Nowy Kromolin. 
W latach 1975–1998 miejscowość należała administracyjnie do województwa sieradzkiego.